# 고트프리트 하인리히 추 파펜하임 백작
고트프리드 하인리히 추 파펜하임 백작(독일어: Gottfried Heinrich Graf zu Pappenheim ; 1594년 5월 29일 ~ 1632년 11월 17일)은 30년 전쟁 때 신성 로마 제국의 육군 원수이다.

## 생애
제국의 통치권으로부터 자유로운 고대 가문이 그들의 이름을 수여받은 유래가 된 바이에른 지방 알트뮐(Altmühl)에 있는 파펜하임이라는 작은 마을에서 태어났다.
그는 튀빙겐의 아돌프에서 교육을 받고 이후 기사도적인 모험을 추구하며 남부와 중부 유럽을 여행하는 도중 여러 언어를 익혔다. 여러 나라에 머물면서 그는 결국 그가 자신의 전 생애를 바쳐 헌신하게 될 기독교(로마 가톨릭교회)에 대한 믿음을 받아들였다(1614년). 대전쟁이 발발하자 파펜하임은 그가 이제까지 얻은 그의 정규적이고 외교적인 모든 직위를 버리고 로마 가톨릭교회의 영향을 받은 폴란드의 직위를 얻기 위해 성심성의껏 노력했다.
그는 곧 폴란드의 부대 지휘관이 되었고, 후위대로 남겨진 프라하 근처에서 치른 백산 전투(1620년 11월 8일)에서 놀라운 용기를 보여주었다. 다음해 그는 만스펠트와 서부 독일에서 격전을 벌였고, 1622년 중장기병 연대의 사령관이 되었다. 1623년 파펜하임의 주군의 동맹자이자 그의 믿음의 대표자인 에스파냐의 열렬한 친구로서 그는 이탈리아 전쟁에 군대를 일으켰고 롬바르디아와 그리손 등에서 에스파냐군과 함께 군무에 종사하였다. 이때 파펜하임은 그를 앞에서 눈에 잘 띄게 한 가르다 호수에 있는 리바 초소에서의 길고 영웅적인 방어전을 수행했다. 1626년 동맹의 총사령관 막시밀리안 1세는 그를 독일로 불러서, 오스트리아 북부에서 일어난 위험한 반란의 진압을 파펜하임에게 일임했다. 파펜하임은 재빨리 임무를 수행하며 절망적인 지역에 반격을 시도했으나 언제나 성공적이었다. 그리고 몇 주 만에 그는 폭동을 잔혹하고도 혹독히 분쇄하였다. 이후에 그는 틸리 백작 휘하에서 덴마크의 크리스티안 4세를 격파했고 볼펜뷔텔을 공략했다. 브라운슈바이크-볼펜뷔텔(Braunschweig-Wolfenbüttel)의 왕좌를 차지하고 지배권을 얻으려는 크리스티안 4세의 야망은 긴 책략 끝에 명확히 실패했다.
1628년 파펜하임은 제국의 백작이 되었다. 마그데부르크 약탈이 일어난 공방전에 종군한 후 파펜하임은 틸리 백작과 함께 야만적이고 잔인한 처사로 비난받았다. 그러나 알려진 바와 같이 볼펜뷔텔에서의 실망 때문에 파펜하임은 마그데부르크의 유용한 지배권을 얻고자 열망했고, 이것이 힘들어지자 파펜하임은 고의로 부의 근원을 파괴했다. 좌우간 마그데부르크 공방전은 17세기의 다른 어느 도시에서 행해진 공방전보다 부끄러운 것은 아니었다.

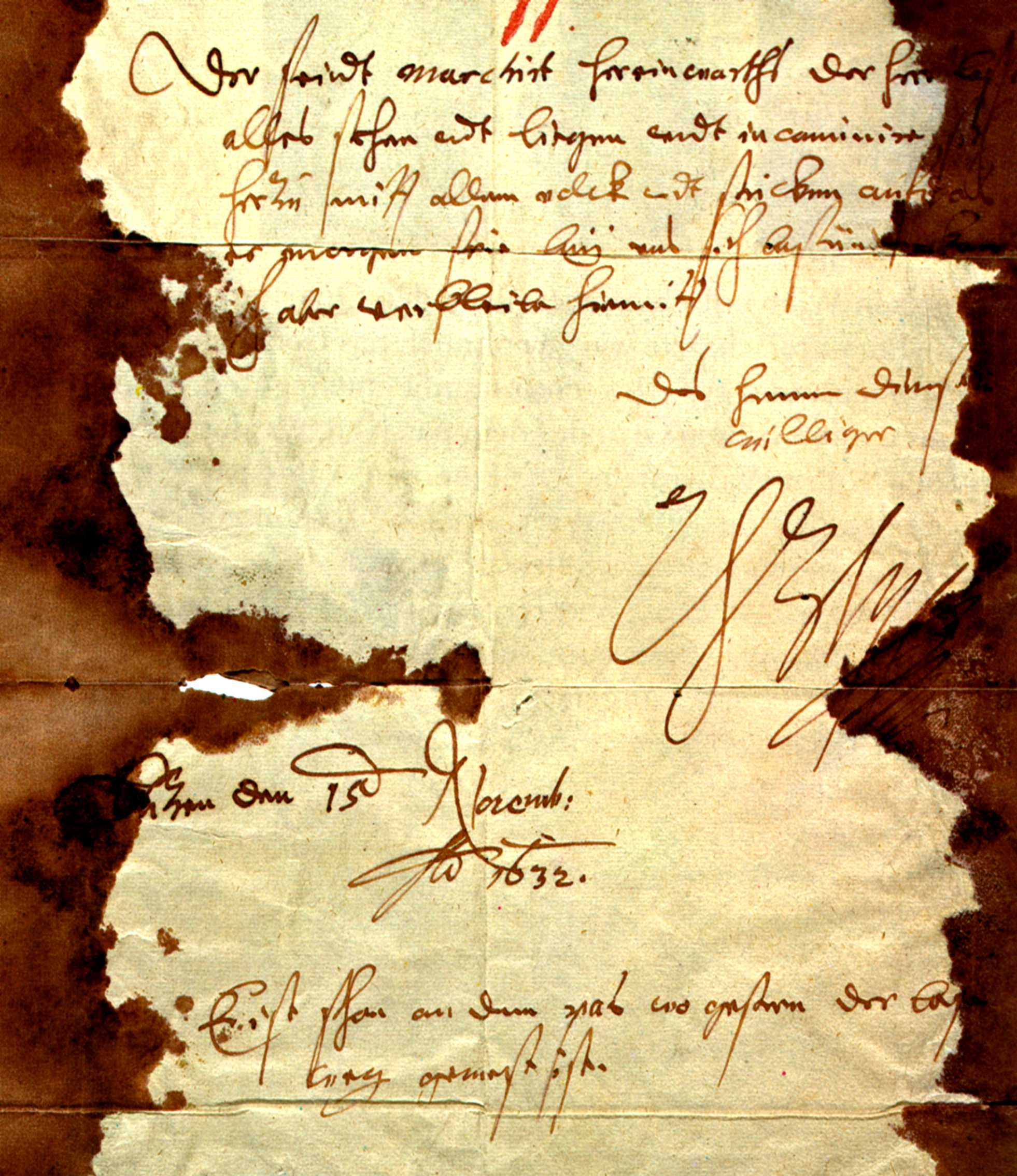
도움을 요청하는 발렌슈타인의 편지

군사적 관점에서 파펜하임의 행동은 훌륭했다. 그의 방법은 숙련되었고 그의 개인적인 무용은 언제나 눈에 띄었다. 그래서 대다수는 브라이텐펠트에서의 실패에 대해서 강렬한 돌격을 지휘할 때마다 결코 행복하지 않았던 이 맹렬한 기병지휘관의 전술의 영향이 적지 않다는 점을 설명하지 못한다. 그러나 그의 영향력 아래에 있던 실지의 황제군을 관심과 기술로 재집결시키고 파펜하임은 라인강 하류와 베저강에서 구스타프 아돌프 휘하의 군대에게 승리를 거두었다. 스웨덴 왕을 위한 좀 더 시급한 증원은 파펜하임의 작고 재육성된 군대에 의해 독일의 북서부에 묶여 있을 수밖에 없었다.
그의 작전은 광범위했고 그의 쉼없는 움직임은 카셀에서 슈타데(stade), 힐데스하임에서 마스트리히트(Maastricht)를 제압했다. 새로운 황제군의 원수에 임명되고 그는 발렌슈타인과 합류하도록 소환되었다. 그리고 작센에서 스웨덴군에 대항하는 대원수를 지원하도록 명받았다.
그러나 다시금 라인 남부에 위치한 쾰른으로 급파되었다. 그의 부재로 대전쟁은 급박해졌고 파펜하임은 급박하게 소환되었다. 그는 그의 기병대와 함께 뤼첸 전투의 중반에 나티났다. 그의 분노에 찬 공격은 일순간은 성공적이었다. 마스턴 무어(Marston Moor) 전투의 루퍼트가 크롬웰을 자신의 가장 뛰어난 라이벌로 생각했듯이 지금 파펜하임은 구스타프 아돌프를 그렇게 여겼다.
스웨덴왕의 죽음과 거의 동시에 전장의 다른 지역에서 파펜하임 역시 치명적인 상처를 입었다. 그는 당일 혹은 그의 사체가 보존된 플라이센부르크(Pleissenburg)가 있는 라이프치히로 가는 도중의 아침에 사망했다.

## 유산
그의 이름은 체코 중심부를 지칭한다. 플랑드르와 스칸디나비안, 독일 속담에 “우리는 우리의 파펜하임의 무리들을 안다”라는 말이 있는데, 이는 체코에서 누군가가 완벽하게 예상된 행동을 할 때를 암시하는 말로 쓰인다.
파펜하이머(pappenheimer)라는 레이피어는 왈룬 소드라고도 불리는데 웹스터 영어 백과대사전에 따르면 파펜하임의 이름을 딴 것이라 한다.

## 참조
- Kriegsschriften von baierischen Officieren I. II. V. (Munich, 1820);
- Hess, Gottfried Heinrich Graf zu Pappenheim (Leipzig, 1855);
- Ersch and Grüber, Allgem. Encyklopädie, III. II (Leipzig, 1838);
- Wittich, in Allgem. deutsche Biographie, Band 25 (Leipzig, 1887), and works there quoted.